# Cícero Sandroni
Cícero Augusto Ribeiro Sandroni (São Paulo, 26 de fevereiro de 1935 – Rio de Janeiro, 17 de junho de 2025) foi um jornalista, escritor e acadêmico brasileiro, membro da Academia Brasileira de Letras (ABL).

## Biografia
Filho de Ranieri Sandroni, de origem italiana,, e de Alzira Costa Ribeiro, ambos naturais de Guaxupé (sul de Minas). 
Fez os primeiros estudos na capital paulista. No Rio de Janeiro, para onde se mudou com a família, em 1946 veio a formar-se em Jornalismo pela Pontifícia Universidade Católica do Rio de Janeiro, sendo bolsista na Escola Brasileira de Administração Pública da Fundação Getúlio Vargas.
Em 1954 estagiou na Tribuna da Imprensa, de Carlos Lacerda, no Correio da Manhã e no Jornal do Brasil.
Transferindo-se para O Globo, em 1958, especializou-se em política, matéria na qual continuou laborando quando assumiu este setor de reportagem no Diário de Notícias. Mudou-se em 1961 para Brasília, a convite do seu então prefeito Paulo de Tarso Santos, sendo o Secretário de Imprensa. Ajudou na elaboração da única mensagem de Jânio Quadros ao Congresso Nacional. Atuou, durante a breve experiência parlamentarista, no Governo João Goulart, no gabinete de André Franco Montoro.
Presidiu o Instituto de Aposentadoria e Pensões dos Marítimos (IAPM), sendo afastado pelo golpe militar de 1964.
Retornou ao jornalismo e aventurou-se no campo editorial, fundando com Pedro Penner da Cunha a Edinova – voltada para o lançamento de obras latino-americanas e do nouveau roman.
Em 1965 participou da criação da Interpress Service, sendo seu representante no Brasil. Voltou ao Correio da Manhã, ali permanecendo até quando da intervenção da ditadura no jornal.
Em 1974 ganhou o Prêmio Esso de Jornalismo. Trabalhou em diversos jornais ao longo da vida, especialmente o Jornal do Brasil e o Jornal do Commercio.
É casado com Laura Constância Austregésilo de Athayde, com quem teve cinco filhos. Assumiu a presidência da Academia Brasileira de Letras em 13 de dezembro de 2007 e deixou em 31 de dezembro de 2009.
Faleceu em sua casa devido a um choque séptico.

## Obras
- O Diabo só Chega ao Meio-dia, contos, Ed. Nova Fronteira, 1985.
- O Vidro no Brasil, ensaio histórico, Ed. Objetiva, 1989.
- Austregésilo de Athayde, o Século de um Liberal, Ed. Agir, 1998.
- Cosme Velho, ensaio literário sobre o bairro do Cosme Velho, Ed. Relume Dumará, 1999.
- 50 anos de O Dia, história do jornal, 2002
- O peixe de Amarna, romance, Record, 2003
- Batman não foi a Búzios, 7 Letras, 2016

## Academia Brasileira de Letras
É o sexto ocupante da cadeira 6, que tem por patrono Casimiro de Abreu. Eleito em 25 de agosto de 2004, foi empossado em 24 de outubro do mesmo ano, recebido por Cândido Mendes de Almeida.